# Hôn nhân cùng giới ở Manitoba
Hôn nhân cùng giới ở Manitoba hợp pháp từ 16 tháng 9, 2004. Manitoba trở thành quyền tài phán thứ năm ở Canada (và thứ tám trên thế giới) mở rộng hôn nhân dân sự cho các cặp đồng tính, sau các tỉnh Ontario, British Columbia và Québec, và vùng lãnh thổ Yukon.